# Ctenocella flexuosa
Ctenocella flexuosa är en korallart som först beskrevs av Jean-Baptiste Lamarck 1815.  Ctenocella flexuosa ingår i släktet Ctenocella och familjen Ellisellidae. Inga underarter finns listade i Catalogue of Life.